# Noureddine Ziani
Pour les articles homonymes, voir Ziani.
Noureddine Ziani, né le 2 mai 1998, est un taekwondoïste marocain.

## Carrière
Dans la catégorie des moins de 87 kg, Noureddine Ziani est médaillé d'argent aux Jeux mondiaux militaires de 2011 à Rio de Janeiro ainsi qu'aux Championnats d'Afrique 2018 à Agadir et médaillé de bronze aux Jeux mondiaux militaires de 2015 à Mungyeong ainsi qu'aux Championnats d'Afrique 2016 à Port-Saïd et aux Jeux mondiaux militaires de 2019 à Wuhan.